# Chiesa di Sant'Andrea Forisportam
La chiesa di Sant'Andrea Forisportam si trova in via Palestro a Pisa.
È ricordata almeno dal 1104 e il suo appellativo deriva dalla sua collocazione fuori della porta delle mura urbane altomedievali (non quelle attuali di epoca repubblicana).

## Storia
La chiesa è attestata la prima volta nel 1104ed ha strutture originarie superstiti, quali i fianchi e il retro esterni, che attestano un'origine nell'XI secolo.Gli archetti pensili e i vasi di ceramica islamici e pisani richiamano infatti le chiese più antiche della città e dei dintorni, quali San Piero a Grado e san Sisto, del X-XI e fine XI secolo, rispettivamente. Anche l'assenza di losanghe ed oculi di grandi dimensioni sono una caratteristica antica per una chiesa cittadina, quando ancora il Duomo di Pisa di Buscheto (iniziato nel 1064 e terminato intorno al 1110) non era ancora eretto o era in fase di costruzione. 
Pur non essendoci documentazione, la parte inferiore della facciata ha uno stile attribuibile all'inizio del XII secolo. La parte superiore, fino al 2011 in mattoni e pietra non levigate, era forse più antica, forse il risultato di un progetto non completato; successivamente è stata arricchita del rosone e interamente rifatta di pietra levigata nel 2011.
A partire almeno dal 1191 la chiesa aveva un ospedale adiacente. La chiesa ebbe varie ristrutturazioni non documentabili, ad eccezione del rifacimento del tetto della navata centrale, avvenuto nel 1596.
La chiesa è stata parrocchia fino al 1839, sotto la giurisdizione di San Pietro in Vinculis. In quell'anno il tempio venne sconsacrato per essere sostituito da una pescheria. Tale progetto non venne mai realizzato e questo salvò la struttura, che venne quindi restaurata negli anni successivi. A questi anni risalgono la decorazione delle pareti e della volta con motivi geometrici e busti di santi, e la realizzazione di confessionali marmorei (1840-1847). Nel 1847 divenne sede dell'Unione del Sacro Cuore di Maria Santissima per la Conversione dei Peccatori. Nel 1894-1995 venne restaurato l'apparato esterno.
Danneggiata durante la Seconda guerra mondiale, fu nuovamente restaurata e riaperta al pubblico dal 1948. Nel 2011 gli esterni della chiesa sono stati ancora restaurati dall'architetto Alessandro Baldassari. Attualmente la chiesa è sconsacrata ed adibita a spettacoli teatrali essendo la sede del Teatro Sant'Andrea dal 1986.

## Descrizione
La facciata in pietra levigata è articolata da tre portali e da cinque arcate cieche divise da lesene e includenti losanghe e oculi. La parte superiore era incompleta; fu rifatta interamente nel 2011 e reca un rosone posticcio. 
I fianchi e il retro in pietra sbozzata sono decorati da archetti sottotetto e da bacini ceramici islamici dell'XI-XII secolo (copie: gli originali sono al Museo di San Matteo), come nel campanile coevo in laterizi.
L'interno, a tre navate e cinque campate spartite da tre colonne ed un pilastro per lato, fu ristrutturato nel XIX secolo. Le sei colonne hanno capitelli romani di spoglio (quattro) oppure capitelli romanici decorati da teste umane ed animali (due), legati alla cultura di Guglielmo. 
Ai lati sono posti quattro confessionali in marmo di tipo neogotico del 1840-1847.
All'altare maggiore è conservato un tabernacolo in legno intagliato e dorato del XVIII secolo e sopra di esso c'è una lunetta affrescata del XIX secolo, raffigurante La Divina Pastora. Le due cappelle laterali furono eseguite nel 1845.

## Altre immagini

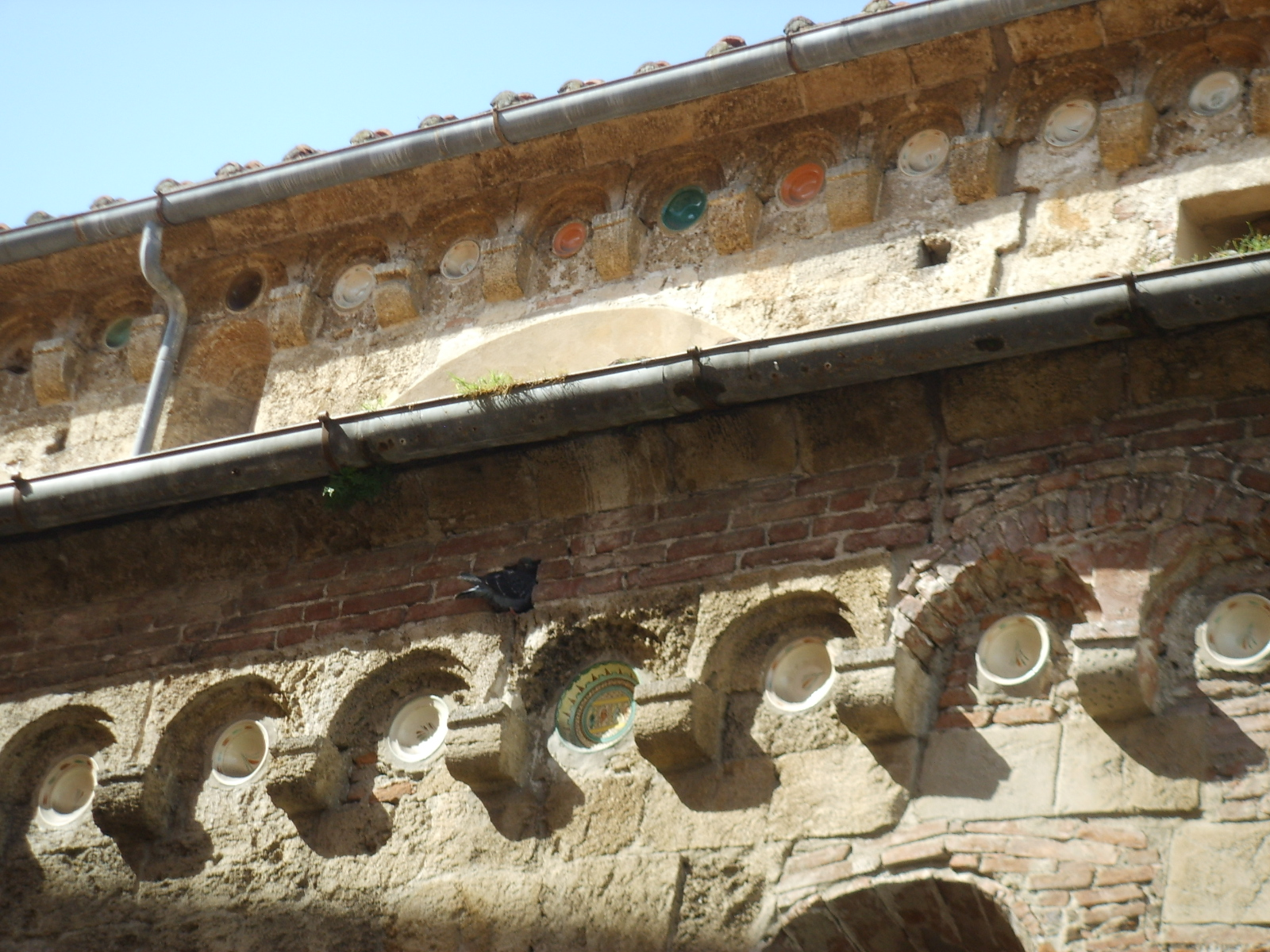
Bacini ceramici nel sottogronda
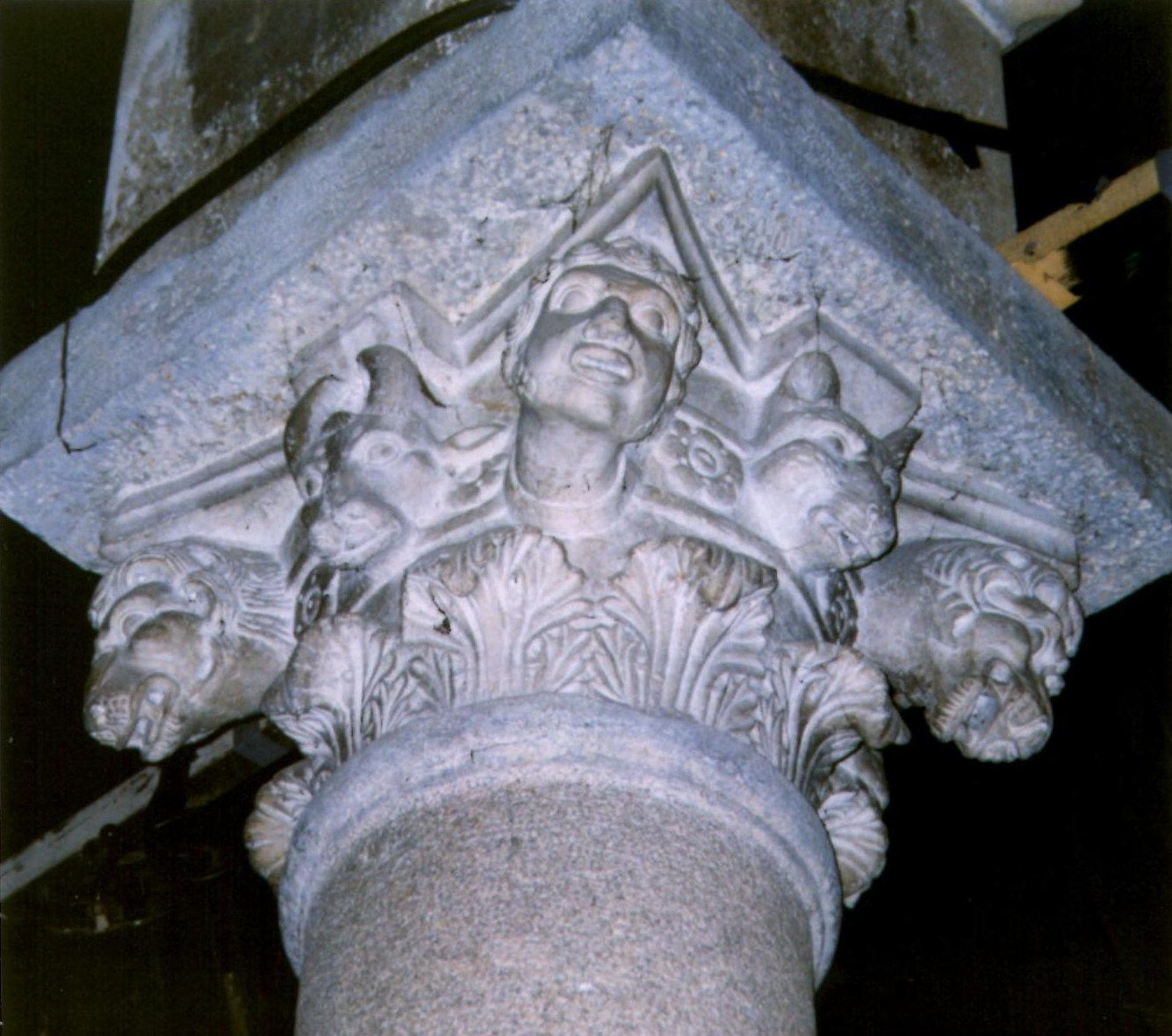
Capitello con rosette e protomi umane e animali, sec. XII
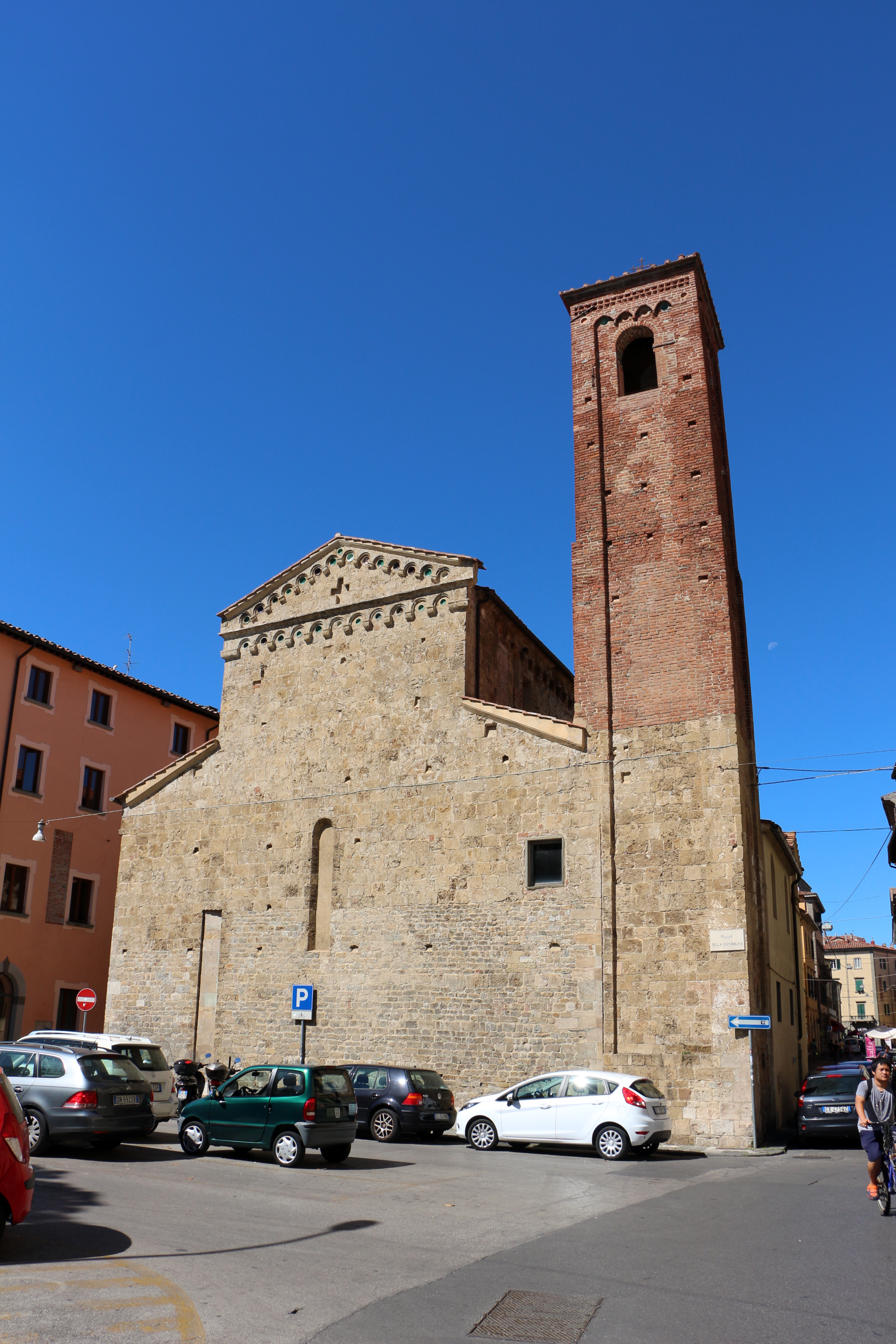
Il retro col campanile